# Cratón de Pilbara
El cratón de Pilbara (Pilbara es una región de Australia Occidental), forma uno de los terrenos de corteza continental más antiguos de la Tierra. En él se conservan rocas pertenecientes al eón Arcaico (de hace 3600-2700 millones de años). Además de en el cratón de Pilbara, se conocen rocas arcaicas en Groenlandia, Escudo Canadiense, Escudo Báltico, Escocia, India, Brasil, Australia Occidental y Sudáfrica.
Ha sido particularmente estudiado en la zona de Strelley Pool Chert por la Dra. Abigail C. Allwood (2006) al encontrar estromatolitos que parecen confirmar las hipótesis del origen biológico de los mismos propuestas por William Schopf, si tales estromatolitos fueron originados por cianobacterias, se trataría de alguno de los restos fósiles más antiguos de la Tierra.

## Geografía
Se puede dividir al cratón de Pilbara en cinco sectores:
- Pilbara del Norte, cuenca del Hamersley y cordillera de Hamersley: La cuenca del Hamersley cubre el cratón arcaico de Pilbara por el norte.
- Pilbara del Este, Grupo Warrawoona: Las nefritas del este de Pilbara comprende sobre todo rocas volcánicas de facies de nefritas, correspondientes al Grupo Warrawoona, al cual se data entre 3517 y 3325 millones de años, y cantidades menores de rocas sedimentarias metamórficas así como varios tipos de rocas ígneas.
- Pilbara del Oeste.
- Pilbara del Sur y Central: Rocas de tipo TTG más jóvenes se encuentran en las nefritas verdes y granulitas del Oeste, y en la zona tectónica central.

### Grupo Warrawoona
En el Cinturón de Pilgangoora el Grupo Coonterunah de 3517 millones de años y las granulitas de Carlindi (3484-3468 millones de años son la razón fundamental del Grupo Warrawoona bajo un desajuste de erosión, aportando así pruebas de la antigua corteza continental emergente. La Cúpula del Polo Norte (NPD) se encuentra a 10 kilómetros del Grupo Warrawoona. 
En el Grupo Warrawoona (3400-3500 millones de años) se encontraron estructuras sedimentarias que se identificaron como producidas por la actividad de organismos por William Schopf. Debido a esta identificación, se consideraron esos restos como la huella de vida más antigua de la que se tiene constancia. Son poco comunes (solo se han encontrado, además de en Warrawoona, en el Supergrupo Pongola , de 2700-2500 millones de años, y en el Grupo de Bulawayan de Rodesia, de 2800 millones de años), por lo que no se puede estar seguro de que los organismos que los formaran fueran fotosintéticos y tampoco se pueden sacar conclusiones claras acerca de los ambientes en que se formaron. Ciertas bacterias no fotosintéticas forman estructuras similares a estromatolitos en fuentes termales del Parque nacional Yellowstone, por lo que existe la posibilidad de que bacterias similares formaran las estructuras estromatolíticas arcaicas. 
Estos restos de Warrawoona incluyen microfósiles filamentosos y cocoides muy parecidos a cianobacterias, lo que ha inducido a pensar en la existencia de organismos fotosintéticos aeróbicos. Actualmente, estos restos están cuestionados tanto por su origen biológico como por su edad. Dicho replanteamiento lo ha provocado el geólogo español Juan Manuel García Ruiz.

## Fisiografía
El cratón de Pilbara es una sección fisiográfica distintiva de la gran provincia conocida como Plataforma Nullagine, que a su vez es parte de la gran división del Escudo Occidental Australiano.

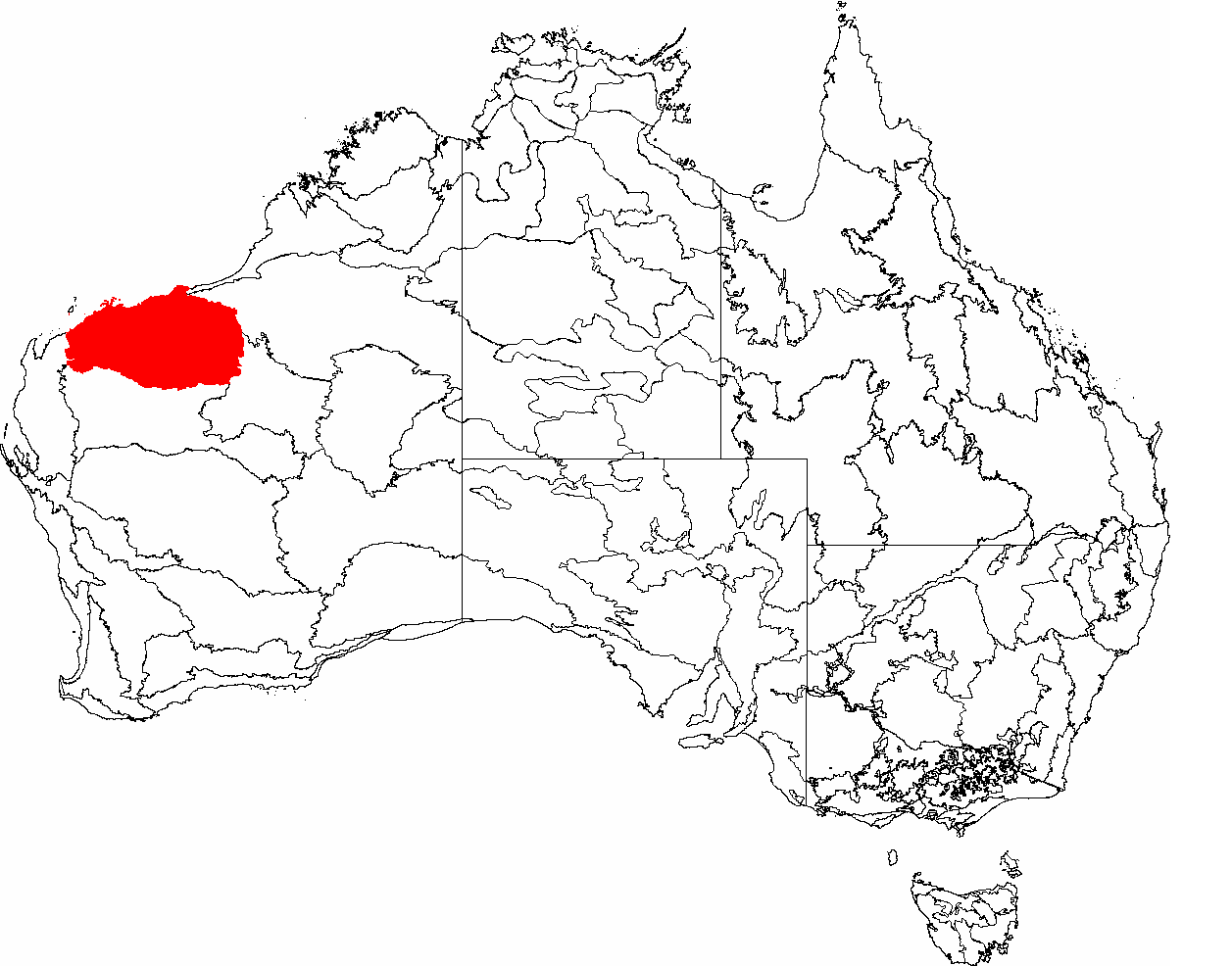
Mapa de Australia con la región de Pilbara coloreada en rojo.